# 충무공초등학교
충무공초등학교(忠武公初等學校)는 대한민국 경상남도 진주시에 있는 공립 초등학교이다.

## 연혁
- 2019년 3월 1일 : 개교